# Ugoszcz (gromada w powiecie rypińskim)
Ugoszcz – dawna gromada, czyli najmniejsza jednostka podziału terytorialnego Polskiej Rzeczypospolitej Ludowej w latach 1954–1972.
Gromady, z gromadzkimi radami narodowymi (GRN) jako organami władzy najniższego stopnia na wsi, funkcjonowały od reformy reorganizującej administrację wiejską przeprowadzonej jesienią 1954 do momentu ich zniesienia z dniem 1 stycznia 1973, tym samym wypierając organizację gminną w latach 1954–1972.
Gromadę Ugoszcz z siedzibą GRN w Ugoszczu utworzono – jako jedną z 8759 gromad na obszarze Polski – w powiecie rypińskim w woj. bydgoskim, na mocy uchwały nr 24/10 WRN w Bydgoszczy z dnia 5 października 1954. W skład jednostki weszły obszary dotychczasowych gromad Ugoszcz, Brzuze (bez miejscowości Duszoty), Okonin i Piskorczyn ze zniesionej gminy Żałe oraz obszar dotychczasowej gromady Giżynek ze zniesionej gminy Zbójno w tymże powiecie. Dla gromady ustalono 21 członków gromadzkiej rady narodowej.
1 stycznia 1972 gromadę Ugoszcz połączono z gromadą Ostrowite, tworząc z ich obszarów gromadę Brzuze z siedzibą Gromadzkiej Rady Narodowej w Brzuzem w tymże powiecie.